# Мануель Кесон
Мануель Кесон (ісп. Manuel Luis Quezon y Molina, (19 серпня 1878 , Балер, Генерал-капітанство Філіппіни, Іспанська імперія  — 1 серпня 1944 , Санарак Лейк, Нью-Йорк )) — другий президент Філіппін (в період їх співдружності в складі США) і перший президент, обраний всенародно.

## Життєпис
Мануель Кесон народився в сім'ї іспаномовних метисів (його батько був сержантом) і отримав початкову освіту вдома. Він брав участь у філіппіно-американській війні спершу як ординарець Еміліо Агінальдо, а потім був проведений в майори. Після війни, закінчивши Університет Санто-Томас в Манілі, він в 1903 отримав право юридичної практики, але пішов у податкову службу, працюючи спершу в Міндоро, а потім в рідному Тайябасе, де він був в 1905 обраний радником, а в 1906 році губернатором на рік як незалежний кандидат. У 1907 Кесон став депутатом Асамблеї Філіппін, де став лідером більшості і членом комітету з асигнувань, а в 1909 був обраний одним з двох представників Філіппін в Палаті представників США, де виступав за більшу автономію островів. У 1916 після установи двопалатного парламенту Кесон став сенатором і був обраний головою Сенату. У грудні 1918 він одружився зі своєю двоюрідною сестрою Авророю Арагон.